# رافائل مارکز ماریانو
رافائل مارکز ماریانو (به پرتغالی: Rafael Marques Mariano) مهاجم اهل برزیل است که در شهر ایالت سائوپائولو و در تاریخ ۲۷ مهٔ ۱۹۸۳ به دنیا آمده‌است.
رافائل مارکز ماریانو در تیم‌های فوتبال Campinas سابقهٔ حضور دارد.